# Edwin S. Shneidman

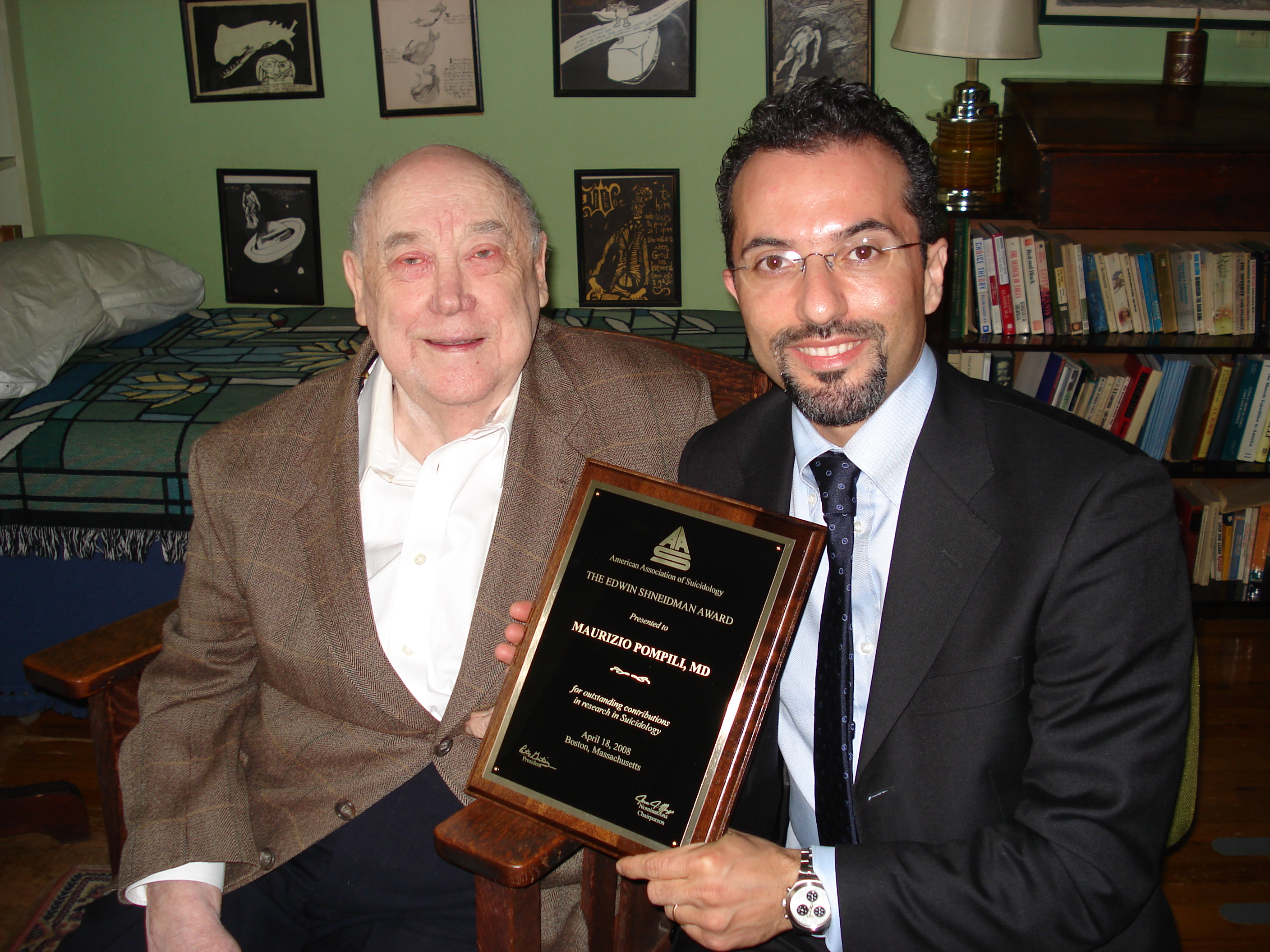
Edwin Shneidman (sinistra) con Maurizio Pompili in occasione dello Shneidman Award 2008

Edwin S. Shneidman (York, 13 maggio 1918 – Los Angeles, 15 maggio 2009) è stato uno psicologo statunitense, specializzato nel trattare l'argomento del suicidio (suicidiologo) e Tanatologia (tanatologo).

## Biografia
Considerato il padre della suicidologia, la scienza dedicata allo studio e alla prevenzione del suicidio. Il termine (e il concetto) fu introdotto da Edwin Sheneidman (1964) e da allora è stato usato in diversi contesti, come ad esempio per descrivere aspetti di un training specifico (Fellowship in Suicidology, 1967); come parte del titolo di una nuova rivista scientifica (Bulletin of Suicidology, 1968) o come etichetta di un'organizzazione (American Association of Suicidology, 1968).
La suicidologia dunque, diversamente da altre scienze, quali ad esempio quelle del comportamentismo, non include meramente lo studio del suicidio ma enfatizza la prevenzione dell'atto letale; in altre parole incorpora interventi appropriati per prevenire il suicidio, una caratteristica non sempre riconoscibile ed esplicitata nei notevoli contributi sul tema (per una trattazione su Shneidman e i principi della suicidologia si veda Pompili, 2013).
La fondazione simbolica (o comunque il primum movens) della suicidologia può essere infatti ricondotta ad una giornata del 1949 quando Shneidman lavorava come psicologo clinico presso il Brentwood Veteran Administration Hospital di Los Angeles. In quel particolare giorno fu chiamato dal direttore dell'ospedale affinché scrivesse due lettere di condoglianze per le giovani mogli di due uomini che si erano suicidati durante il corso del ricovero. Shneidman si recò presso l'ufficio del magistrato nel vecchio Los Angeles Hall of Records dove erano stati aperti i fascicoli inerenti alla morte dei due uomini. Nell'aprire la documentazione egli notò che uno dei due fascicoli conteneva una nota di suicidio, un biglietto lasciato dal defunto prima di morire, mentre l'altro ne era privo. In quell'ambiente, fra migliaia di fascicoli, iniziò ad aprirne alcuni e notò che con una frequenza di circa 1 a 15 questi fascicoli riportavano una nota di suicidio. Gli tornò in mente il Metodo della Differenza di Stuart Mill e dunque la possibilità di studiare quel materiale con un metodo scientifico. In quei minuti accadde qualcosa di unico e mi ha detto “la mia cambiò per sempre”. Infatti, resosi conto di essere circondato da fascicoli di casi di suicidio avvenuti nei cinquant'anni precedenti e dunque secondo la sua stima circa 2000 note, decise di resistere alla tentazione di leggerle, altrimenti, ammetterà in seguito, “avrei finito per trovarci ciò che io (soggettivamente) mi aspettavo. Avrei appreso molto sulla miseria umana di ciascun soggetto ma non avrei fatto nulla per porre le basi per lo studio del suicidio, un'area quasi inesistente”. Egli dunque fece le fotocopie di oltre 700 note di suicidio, le mise da parte e non le lesse. Successivamente, Shneidman pensò di confrontare in cieco le note che aveva trovato in quell'archivio con note simulate scritte da persone non suicide (Shneidman 1998). Il lavoro che elaborò con l'aiuto di Norman Farberow fu il primo tentativo di studiare il suicidio con un metodo scientifico (Shneidman e Farberow 1956; 1957a,b). I loro sforzi furono premiati con contributi economici sempre crescenti e da quei primi passi nacque il primo centro per la prevenzione del suicidio, il Los Angeles Suicide Prevention Center che oltre al contributo di Shneidman e Farberow ebbe quello di Robert Litman (Pompili, comunicazione personale di Edwin Shneidman; Pompili 2013).
Shneidman fondò l'American Association of Suicidology e del principale giornale americano sugli studi per il suicidio, Suicide and Life Threatening Behavior. È stato fino alla sua morte, professore emerito di Tanatologia alla University of California ed è vissuto a Los Angeles.